# Ерік Моран
Ерік Моран (ісп. Erik Morán; нар. 25 травня 1991, Португалете) — іспанський футболіст, півзахисник клубу «Понферрадіна».

## Клубна кар'єра
Народився 25 травня 1991 року в місті Португалете. Вихованець футбольної школи клубу «Атлетік Більбао».
У дорослому футболі дебютував 2009 року виступами за команду клубу «Басконія», де-факто третьої за силою команди клубної системи «Атлетіка», в якій провів один сезон, взявши участь у 29 матчах чемпіонату. Більшість часу, проведеного у складі «Басконії», був основним гравцем команди.
За рік, у 2010, перейшов до другої команди головного баскського клубу, «Більбао Атлетік». Відіграв за дублерів клубу з Більбао наступні два сезони своєї ігрової кар'єри. Граючи у складі «Більбао Атлетіка» також здебільшого виходив на поле в основному складі команди.
Нарешті 2012 року був заявлений за основну команду «Атлетік Більбао». В головній команді клубу з Більбао не зміг закріпитися і виходив на поле лише епізодично, провівши за два сезони лише 17 матчів у чемпіонаті. Частину 2015 року грав на правах оренди за друголіговий на той час «Леганес».
Того ж 2015 року перейшов до іншого клубу Сегунди, «Реал Сарагоса», за який відіграв півтора сезони.
На початку 2017 року уклав контракт з «Леганесом», який на той час вже пробився до Прімери, проте в команді не закріпився і у січні 2018 року перейшов до грецького АЕКа. Провів у складі афінської команди один рік, протягом якого також не зміг стати гравцем основного складу.
Першу половину 2019 року провів на батьківщині, граючи на правах оренди за друголігову «Малагу», після чого уклав повноцінний контракт з «Нумансією», а ще за рік став гравцем чергового представника Сегунди, клубу «Понферрадіна».

## Виступи за збірні
2008 року дебютував у складі юнацької збірної Іспанії, взяв участь у 6 іграх на юнацькому рівні.